# Coachella Valley Music and Arts Festival
Lễ hội âm nhạc và nghệ thuật Thung lũng Coachella (Coachella Valley Music and Arts Festival, gọi tắt: Lễ hội Coachella hoặc Coachella) là lễ hội âm nhạc và nghệ thuật được tổ chức thường niên tại Empire Polo Club ở Indio, California. Nhạc hội được đồng sáng lập bởi Paul Tollett và Rick Van Santen vào năm 1999.
Coachella là một trong những nhạc hội quy mô, nổi tiếng và thu nhiều lợi nhuận nhất Hoa Kỳ cũng như trên toàn thế giới. Năm 2017, lễ hội này chào đón 250.000 người, đạt lợi nhuận 114,6 triệu USD.